# Zandvoort aan Zee vasútállomás
Zandvoort aan Zee vasútállomás vasútállomás Hollandiában, Zandvoort városában.

## Vasútvonalak
Az állomást az alábbi vasútvonalak érintik:
- Haarlem-Zandvoort-vasútvonal

## Kapcsolódó állomások
A vasútállomáshoz az alábbi állomások vannak a legközelebb:
- Overveen vasútállomás